# Ghada Shouaa
Ghada Shouaa (arabisch غادة شعاع, DMG Ġāda Šuʿāʿ; * 10. September 1972 in Mhardeh) ist eine ehemalige syrische Leichtathletin und Siebenkämpferin. Sie gewann 1996 für ihr Land die erste (und bisher einzige) Goldmedaille bei Olympischen Spielen. Sie lebt in Simmern.

## Biografie
Shouaas erste Sportart war Basketball; sie spielte eine Zeit lang in der syrischen Nationalmannschaft, beschloss dann aber den Wechsel zur Leichtathletik. Sie bestritt ihren ersten Siebenkampf in der Saison 1991. Bei den Weltmeisterschaften in Tokio im selben Jahr wurde sie Letzte. Bei den asiatischen Leichtathletik-Meisterschaft im November 1991 gewann sie die Silbermedaille.
Bei den Olympischen Spielen 1992 in Barcelona klassierte sie sich trotz einer Verletzung auf Rang 25. Ihr internationaler Durchbruch gelang erst in der Saison 1995, als sie das wichtige Siebenkampf-Meeting (Mösle Mehrkampf-Meeting) in Götzis gewann und 6715 Punkte erzielte. Plötzlich war sie die Top-Favoritin für die Weltmeisterschaften in Göteborg. Nachdem ihre Mitkonkurrentin Sabine Braun verletzungsbedingt aufgeben musste, wurde Shouaa mit einem komfortablen Vorsprung Weltmeisterin. 1996 gewann sie erneut den Siebenkampf in Götzis und stellte dabei den bis heute gültigen Asienrekord auf (6942 Punkte). Bei den Olympischen Spielen 1996 in Atlanta wurde sie die erste Olympiasiegerin ihres Landes. Es ist bis heute (2024) die einzige Goldmedaille für Syrien geblieben.
Eine ernsthafte Verletzung ruinierte die ganze folgende Saison. Sie zog 1997 nach Deutschland, um sich von einem Spezialisten wegen ihrer schweren Rückenverletzung behandeln zu lassen. Ein Autounfall verschlimmerte dann ihre Verletzung. Das Comeback gelang erst wieder 1999, als sie bei den Weltmeisterschaften in Sevilla Dritte wurde. Bei den Olympischen Spielen 2000 in Sydney verletzte sie sich schon zu Anfang des Wettbewerbs erneut und musste aufgeben.
Als sie nach Deutschland zurückkehrte, um sich weiter behandeln zu lassen, startete in Syrien die Sportbehörde eine Hetzkampagne und beschuldigte sie alle Verletzungen vorgetäuscht zu haben, um der Regierung nicht zu dienen und nicht zurückzukehren. Das Syrische Olympische Komitee, der Allgemeine Sportverband und der Syrische Leichtathletikverband strichen die finanzielle Unterstützung. Nur ihr Sponsor in Deutschland unterstützte sie weiter. Bis zum Jahr 2004 war sie für verschiedene Leichtathletik-Vereine in Deutschland aktiv. Die syrischen Behörden unternahmen daraufhin Versuche ihren Ruf zu beschädigen. Bei einem Besuch 2004 landete sie vor Gericht und zahlte anschließend eine Kaution, um nicht ins Gefängnis zu müssen und das Land endgültig verlassen zu können. Sie trat 2004 vom Spitzensport zurück. Auch nach ihrem Rückzug blieb sie dem Sport zunächst treu und trainierte den Nachwuchs der LGVG Emmelshausen.
Gegenüber der Deutschen Welle sprach sie 2021 von Ignoranz, Respektlosigkeit, Demütigung und Schikane gegen arabische Sportlerinnen. Zudem gebe es Missbrauch und Mobbing von Sportlerinnen. In der Vergangenheit hatte sie als Olympia-Expertin für arabische Fernsehsender gearbeitet. Ein Angebot für die Olympischen Spiele in Tokio lehnte sie ab, da ihr deutlich weniger Bezahlung angeboten wurde als ihre männlichen Kollegen. Trotz des Besitzes mehrerer Trainerlizenzen hat sie sich ganz aus dem Sport zurückgezogen.